# Nathan Sturgis
Nathan Sturgis (né le 6 juillet 1987 à Saint Augustine, Floride, États-Unis) est un joueur américain de soccer qui joue au poste de milieu de terrain.

## Biographie
Le 23 décembre 2012, il est échangé avec une allocation d'argent aux Rapids du Colorado contre Omar Cummings.

## Palmarès
Avec les Sounders de Seattle, il remporte à deux reprises la Lamar Hunt U.S. Open Cup, en 2009 et 2010 avant de soulever le trophée du Championnat canadien en 2011 lors de son court passage au Toronto FC.